# 贾姆斯希拉
贾姆斯希拉（Jamshila），是印度北方邦Sonbhadra县的一个城镇。总人口10270（2001年）。

## 人口
该地2001年总人口10270人，其中男性5657人，女性4613人；0—6岁人口1151人，其中男602人，女549人；识字率74.38%，其中男性为81.72%，女性为65.38%。